# Lovin Myself
«Lovin Myself» — песня Эйвы Макс. Она была выпущена 29 мая 2025 года лейблом  Atlantic Records, как второй сингл её предстоящего студийного альбома Don’t Click Play.

## Предыстория
1 апреля за пределами Коачеллы появился рекламный щит, на котором изображена Эйва Макс с её фирменной прической, «Max Cut», с текстом «не нажимать кнопку воспроизведения на Ava Max». Тем не менее, певица не была объявлена в составе фестиваля. 9 апреля Макс поделилась таинственным сайтом под названием «не нажимайте прослушать на Ava Max» через свои соц-сети. Оказавшись на сайте, поклонники должны были нажать на кнопку «Подписать петицию», которая, как только была нажата, дала возможность прослушать фрагмент новой песни Макс.
Это второй сингл из предстоящего альбома Макс Don't Click Play, который выйдет 22 августа. Песня отражает сдвиг в фокусе в сторону самоусилия и эмоциональной независимости.

«Эта песня пришла из момента, когда я, наконец, поняла, что мне не нужно чье-либо подтверждение, чтобы чувствовать себя целой. Я прошла через много этапов в своей карьере, максимумы, минимумы, общественный контроль, частный рост, и я начала понимать, что самые важные отношения, которые у меня когда-либо будут, — это те, которые у меня есть с самой собой. Текст песни действительно подытожил, где я сейчас нахожусь эмоционально и творчески.
«Lovin Myself» — самая честная песня, которая у меня была за долгое время. Это произошло из периода, когда я действительно училась, как стоять самостоятельно, не только как артист, но и как личность. Я поняла, что любить себя — не какое-то клише, это навык выживания. Эта песня о выборе себя, не эгоистично, а исцеляюще. Я хотела, чтобы это было похоже на гимн для любого, кто учится быть своим якорем».

В заявлении Rolling Stone, Макс описала композицию как самый личную в последние годы, написанную в период роста и саморефлексии. Она отметила, что песня передает её осознание того, что любовь к себе необходима не как клише, а как средство выживания, и намеревалась служить гимном для тех, кто учится полагаться на себя.

## Композиция
«Lovin Myself» — жизнерадостная композиция, который исследует темы стойкости и любви к себе. Текст песни фокусируется на преодолении разбитого сердца и принятии независимости, с припевом с такой строкой как, как: «I don’t need nobody, I’m lovin’ myself / Tonight it’s all about me, yeah, it’s good for my health». Согласно Billboard, «Lovin Myself» — электропоп-композиция, которая удваивает сообщения о самоусилении Макс, сочетая утвердительный вокал с тёплыми, каскадными синтезаторами.

## Музыкальный клип
Музыкальный клип, режиссёром которого выступила Клэр Арнольд, хореографом — Тиффани Саймон, вышло вместе с синглом. Он начинается с Эйвы Макс в пастельной лестничной клетке, потягивающей безалкогольный коктейль с надписью «Maxxx Energy». Когда начинается припев, она просыпается на крыше с маской с надписью «Ava Max sucks» и в футболке «Heartbreak Survivor». Позади неё загорается большой рекламный щит, рекламирующий её предстоящий альбом Don’t Click Play. Затем клип проходит через энергичные танцевальные сцены по всему Лос-Анджелесу. Он заканчивается на крыше на закате, с Эйвой и командой танцоров в праздничном танце, обнимая уверенность в себе и свободу.

## Участники записи
Согласно Tidal.
- Аманда Эйва Кочи – вокал, автор
- Лита Капуто – бэк-вокал, автор
- Кайл Бакли – автор, продюсер, вокальный продюсер
- Скотт Харрис – автор
- Брайс Бордоне – звукорежиссёр
- Крис Герингер – мастеринг
- Сербар Генеа – микшер

## Чарты
| Чарт (2025)                               | Высшая позиция |
| ----------------------------------------- | -------------- |
| Belarus Airplay (TopHit)                  | 139            |
| СНГ (TopHit)                              | 48             |
| Croatia International Airplay (Top lista) | 69             |
| Lithuania Airplay (TopHit)                | 22             |
| Poland (Polish Airplay Top 100)           | 48             |
| Задан неверный чарт Russiaradio           | 45             |